# Бибиков, Борис Владимирович
Бори́с Влади́мирович Би́биков (9 (22) июля 1900, Серпухов, Московская губерния, Российская империя — 5 ноября 1986, Душанбе, Таджикская ССР, СССР) — советский актёр театра и кино, театральный режиссёр, театральный педагог. Лауреат Сталинской премии третьей степени (1950), заслуженный деятель искусств Таджикской ССР (1964).

## Биография
Родился, согласно личным документам, 9 (22) июля 1900 года в Серпухове.
Согласно же архивным данным, появился на свет не в Серпухове, а в Москве. В метрической книге Никитского сорока Церкви Св. Василия Кесарийского в Тверской Ямской слободе имеется запись под номером 365 за 1900 год, согласно которой Борис рождён был 9 июля, а крещён 18 июля. Родителями являлись потомственный дворянин, губернский секретарь Владимир Васильевич Бибиков и его законная жена Наталья Васильева.
В 1921 году окончил театральную студию под руководством М. А. Чехова.
С 1922 года служил актёром 1-й студии МХТ. В 1927—1932 годах — актёр и режиссёр-ассистент Театра Революции.
С 1935 года ставил спектакли совместно с О. И. Пыжовой, его женой.
В 1934—1941 годах — педагог ГИТИСа.
С 1942 был педагогом ВГИКа, где с 1949 года совместно с О. И. Пыжовой руководил актёрской мастерской.
В 1949 году совместно с Ольгой Пыжовой в Центральном детском театре (ныне — РАМТ) поставил первый спектакль этого театра «Её друзья» В. С. Розова.
Среди его учеников: Вячеслав Тихонов, Руфина Нифонтова, Нонна Мордюкова, Майя Булгакова, Надежда Румянцева, Светлана Дружинина, Леонид Куравлёв, Любовь Соколова, Софико Чиаурели, Екатерина Савинова, Юрий Белов, Андрей Вертоградов, Тамара Носова и многие другие известные актёры.
После смерти Ольги Пыжовой Борис Бибиков в 1978 году женился на одной из своих учениц Малике Халимбековне Джурабековой (род. 1945) и уехал с ней на её родину, в Душанбе. В течение четырёх лет преподавал в Таджикском государственном институте искусств имени М. Турсун-Заде.
Б. В. Бибиков умер 5 ноября 1986 года на 87-м году жизни в Душанбе. Похоронен на Православном кладбище Душанбе.
В 1990 году вышла книга его воспоминаний.

## Работа в кино
Борис Бибиков много снимался в кино, играя в основном генералов или учёных.
В фильме «Приходите завтра…» воссоздана реальная история поступления во ВГИК Екатерины Савиновой, где Бибиков сыграл роль профессора Соколова — персонажа, чьим прообразом он и был.

## Признание и награды
- Заслуженный деятель искусств Башкирской АССР (1959)
- Заслуженный деятель искусств Таджикской ССР (1964)
- Заслуженный артист Каракалпакской АССР (1967)
- Сталинская премия третьей степени (1950) — за постановку спектакля «Я хочу домой» по пьесе С. В. Михалкова
- Медали

## Творчество

### Постановки в театре
- 1938 — «Сказка» М. А. Светлова (Московский театр для детей)
- 1943 — «Укрощение строптивой» Шекспира (Казахский театр драмы, Алма-Ата)
- 1946 — «Нашествие» Л. М. Леонова (Театр имени Моссовета)
- 1948 — «Я хочу домой» С. В. Михалкова (Центральный детский театр) (совместно с О. И. Пыжовой)
- 1949 — «Снежная королева» по Х. К. Андерсену (Центральный детский театр)
- 1956 — «Двадцать лет спустя» Светлова (Центральный детский театр)

### Фильмография
- 1942 — Котовский
- 1952 — Незабываемый 1919 год — полковник Зейдлиц
- 1953 — Корабли штурмуют бастионы — Спенсер Смит
- 1957 — Рассказы о Ленине
- 1957 — Страницы былого — генерал
- 1960 — Повесть пламенных лет — фон Бреннер
- 1961 — Ночь без милосердия — полковник Хэгберд
- 1963 — Приходите завтра… — профессор Александр Александрович Соколов
- 1963 — Стёжки-дорожки — Калистрат Калистратович
- 1963 — Возвращение Вероники
- 1964 — Всё для вас — профессор Дукельский
- 1965 — Киножурнал «Фитиль» №42 - «Коварство и любовь» — «академик» Руденко
- 1965 — Вниманию граждан и организаций
- 1966 — 26 бакинских комиссаров — русский генерал
- 1967 — Майор Вихрь — генерал Нойбут
- 1967 — Софья Перовская — председатель суда
- 1967 — Берег надежды
- 1968 — Десятая доля пути — Данилевич
- 1969 — Ночь перед рассветом
- 1971 — Звёзды не гаснут — полковник
- 1973 — Дела сердечные — Николай Николаевич, врач «скорой помощи»
- 1974 — Фронт без флангов — дедушка Миши
- 1979 — Профессия — киноактёр
- 1979 — Следствие ведут ЗнаТоКи. Подпасок с огурцом — один из коллекционеров